# Eucereon buchwaldi
Eucereon buchwaldi är en fjärilsart som beskrevs av Rothschild 1912. Eucereon buchwaldi ingår i släktet Eucereon och familjen björnspinnare. Inga underarter finns listade i Catalogue of Life.